# Мечеть Джаваса
Мечеть Джаваса (араб. مَسْجِد جَوَاثَا‎, также неправильное написание Аль-Джаван) расположена в деревне Аль-Килабия, около 12 км к северо-востоку от Хофуфа, Аль-Ахса, Саудовская Аравия. Это была самая ранняя из известных мечетей, построенных в восточной Аравии, и большая часть первоначального строения находится в руинах. Тем не менее этот участок по-прежнему используется для молитв.

## Строительство
Мечеть была построена в седьмом году хиджры (629 год), или в 636 году, племенем бани абд аль-каис, которое проживало там до и в начале исламского периода. Считается, что эта мечеть является первой мечетью, построенной в Восточной провинции и где была проведена вторая пятничная молитва в исламе, первая из которых была проведена в мечети Пророка в Медине. Согласно легенде, когда Хаджр аль-Асвад (Чёрный камень) был украден из Мекки, он хранился в этой мечети почти 22 года.
Большая часть первоначальной структуры мечети была утрачена, и она по-прежнему находится под угрозой разрушения. Осталось только пять маленьких кирпичных арок. Видимые руины, вероятно, датируются примерно IX веком нашей эры. Нынешний дизайн мечети схож с дизайном форта Масмак в Саудовской Аравии.